# بيلوريتشينسك
بيلوريتشينسك (بالروسية: Белореченск) هي إحدى مدن روسيا في الكيان الفدرالي الروسي كراسنودار كراي. يبلغ عدد سكانها حوالي 54044 نسمة وأخذ اسمها من نهر بيلايا
وقد ثبت كما القوزاق تسوية في عام 1863. ومنح مركز تاون إليها في عام 1958.
spg10.